# 巴伐利亞的瑪麗亞·安東妮亞
巴伐利亞的瑪麗亞·安東妮亞（德語：Maria Antonia von Bayern，1724年7月18日—1780年4月23日），神聖羅馬皇帝查理七世的長女。

## 家庭
1747年，瑪麗亞·安東妮亞與波蘭國王奧古斯特三世的次子腓特烈·克里斯蒂安結婚，兩人共有5子2女：
1. 腓特烈·奧古斯特（1750年—1827年），薩克森選侯，1806年成為薩克森國王
2. 卡爾·馬克西米利安（1752年—1781年）
3. 約瑟夫（1754年—1763年），夭折
4. 安東（1755年—1836年），薩克森國王
5. 瑪麗亞·阿瑪莉埃（1757年—1831年），茨魏布呂肯公爵夫人
6. 馬克西米利安（1759年—1838年）
7. 瑪麗亞（1761年—1820年）